# 알시움

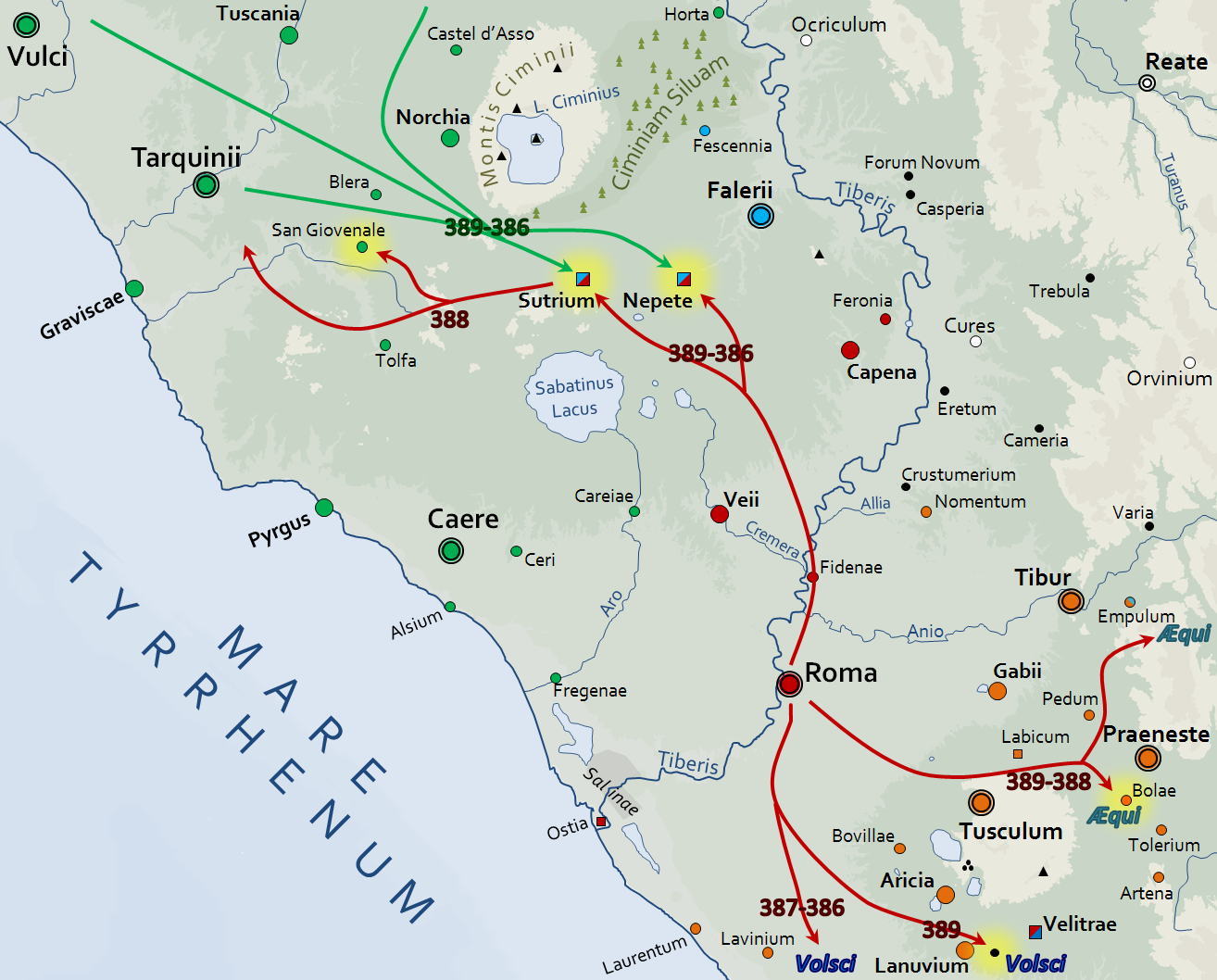
기원전 389-386년 당시의 에트루리아 및 전쟁 양상 지도

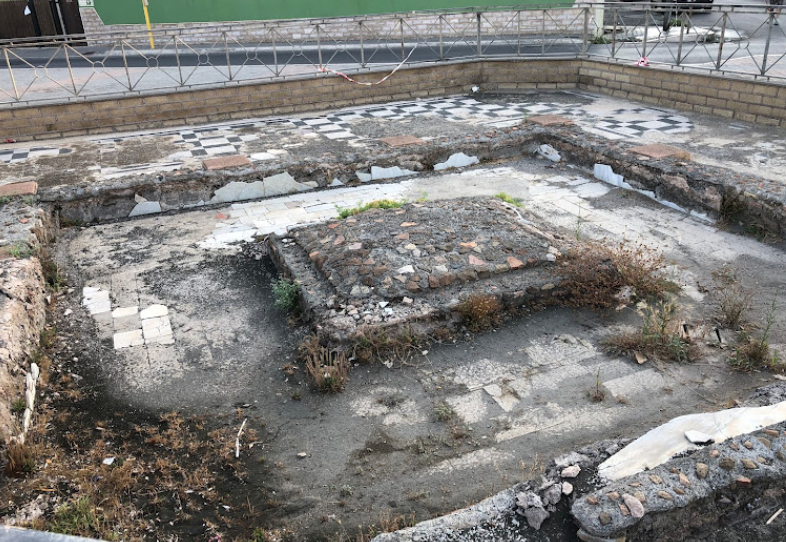
폼페이우스 빌라

알시움 (Alsium, 그리스어: Ἄλσιον; 오늘날: 팔로)은 피르지와 프레게나이 사이의, 아우렐리아 가도 길목에 있는 고대 에트루리아의 해안 도시이며, 오늘날 라디스폴리 인근에 있고 로마에서 대략 35 km 거리에 있다. 에트루리아 지방에서 가장 오래된 도시 중 하나였으며, 기원전 247년에 로마의 식민화가 이뤄질 때까지 역사에서 그 모습을 보이지는 않았다. 로마 부유층들의 휴양지로서의 입지를 제외하고는 중요성을 띤 적은 없었으며, 로마 부유층 다수 (폼페이우스 및 안토니누스 왕조의 황제들)가 이곳에 빌라를 갖고 있었다.

## 역사
디오니시오스에 의하면 펠라스고이인들이 토착민들과 결합하면서 세워진 도시들 중 하나이고, 티레니아인(에트루리아인)들이 이들로부터 장악한 곳이라하였다. 그렇지만 이곳이 에트루리아의 도시로서 역사 및 로마와의 전쟁에서 이 도시에 대한 언급은 없다. 기원전 247년에 로마 식민지 '콜로니아 마리티마'(colonia maritima)가 이곳에 세워졌고 거주민들에게 군역 면제권이 주어졌으며 제2차 포에니 전쟁 기간에 이 특권은 무효가 되었다. 스트라본, 플리니우스, 프톨레마이오스 등에게 언급되었고, 카라칼라 시대의 비문에 따르면 이때까지 여전히 식민 도시 지위였고 무니키피움에 상응하였다.
로마 부유층들의 은퇴지 및 휴양지로서 인기 있는 곳이 되었으며 폼페이우스도 이곳에 저택을 두었고, 율리우스 카이사르 역시 마찬가지였는데, 그는 아프리카에서 이곳으로 복귀하였고, 이곳에 있던 모든 로마 귀족들은 그를 환영하러 서둘렀다고 한다. 또 다른 언급 내용은 플리니우스의 후견인인 루키우스 베르기니우스 루푸스에 관한 것과, 마르쿠스 아우렐리우스 황제가 이곳에 저택을 두었는데 이곳에서 그의 서한 일부가 작성되었다는 점이다. 후대에 이곳은 완전히 쇠퇴하였지만, 인근한 피르지처럼 여전히 빌라들로 가득하였다.

## 위치
팔로 라치알레(Palo Laziale)의 17세기 요새 및 방파제는 아마 알시움 지역의 고대 자재들을 사용했을 것이다.
팔로의 북동쪽은 이 몬테로니라 불린 넓은 봉분 무리가 있는데, 이 무덤들은 에트루리아 시대의 것들이다. 팔로 라치알레의 동쪽 1마일이 넘는 해안가에는 아주 큰 규모의 고대 빌라들이 상당히 남아 있는데 팔로 바로 옆에 있는 이 중 하나는 370에서 230 m 규모이다.

## 참고 문헌
Attribution:
- 본 문서에는 현재 퍼블릭 도메인에 속한 브리태니커 백과사전 제11판의 내용을 기초로 작성된 내용이 포함되어 있습니다. This cites G. Dennis, Cities and Cemeteries of Etruria, i. 219.
- This article incorporates text from a publication now in the public domain: